# 박근혜 정부의 규제개혁안
박근혜 정부의 규제개혁안은 대한민국의 박근혜 정부에서 심도있게 논의한 규제 개혁에 대한 논의들이다. 일부는 현재 폐지가 진행 중이고, 일부는 논의가 아직 끝나지 않았다.

## 서비스업
산업은 크게 제조업과 서비스업 둘로 구분된다. 2014년 2월 6일 전국경제인연합회가 규제개혁위원회에 등록된 규제를 분석한 결과 서비스 분야에만 적용되는 규제는 3601건으로 제조업 338건의 10.6배에 달했다. 그런 규제의 절반 가량은 박근혜 정부가 집중 육성 계획을 밝힌 의료, 교육, 관광, 금융, 소프트웨어 등 5대 유망 서비스 산업에 몰려 있다. 한국경제연구원은 교육, 의료 서비스 분야 규제만 풀어도 2020년까지 9조 6000억 원의 부가가치, 19만 7000개의 일자리를 만들 수 있다고 분석했다.
규제 혁신은 규제총량제 실시 등 시스템 개혁을 국무조정실이 총괄하도록 하고, 5대 서비스 산업 규제 개선은 기획재정부가 맡기로 했다.
취업자의 77%가 서비스 부문에서 일하지만 생산성은 2012년 기준으로 제조업의 44.5% 수준이다.

## 5대 서비스 산업 규제
금융, 보험업 분야의 주요 규제는 다음과 같다.
- 금융투자업, 여신금융업, 보험업 등 전반적인 진입·영업규제
- 비금융기관의 금융회사 인수
- 사모펀드에 대한 진입·운용규제

정보통신, 출판, 방송 분야의 주요 규제는 다음과 같다.
- 대기업의 공공 소프트웨어 사업참여 금지
- 게임 셧다운제

의료, 보건, 복지 분야의 주요 규제는 다음과 같다.
- 원격의료 및 영리법인 제한
- 상급종합병원 외국인 유치 한도(전체 병상 5% 이내만 허용)
- 외국면허의사 국내의료행위 제한

관광, 문화, 스포츠 분야의 주요 규제는 다음과 같다.
- 학교주변 호텔건립 제한
- 경사도(20~25도 미만) 기준 숙박시설 규제
- 대규모 관광단지 개발시 단계적 인허가 불가

교육분야의 주요 규제는 다음과 같다.
- 외국교육기관 설립시 과실송금 불허
- 영리학교법인 설립 불허

## 영리병원
2013년 11월 28일 대통령 자문기구인 국민경제자문회의와 한국의 1위 싱크탱크인 KDI는 경제자유구역에 외국인의 영리병원의 설립을 허가하고, 외국인 50% 이하 지분 규제를 완화하며, 수익금을 외국에 송금할 수 있고, 외국 의사 자격증 소지자를 채용할 수 있게 해야 한다고 박근혜 대통령에게 보고했다. 중국 상하이 자유무역구는 2013년 11월부터 외국인 100% 지분의 영리병원을 중국 본토 최초로 허가했다.
2013년 호주에서 가장 많이 돈을 버는 직업 10위 중 6개가 의사이며, 나머지는 법률가, 광산 노동자, CEO, 금융업자였다. 한국도 큰 차이가 있지 않은데, 법률시장은 한EU FTA와 한미 FTA로 외국인이 한국에 영리로펌을 설립할 수 있는 등 외국에 완전개방이 되었으나, 의료, 금융은 각종 후진적인 국내 법률 즉, 비관세장벽으로 사실상 시장개방에서 제외되어, 박근혜 정부의 비관세장벽 철폐를 위한 5대 서비스 산업에 선정되었다.

## 영리학교
2014년 기준으로, 영리학교법인은 설립이 불가능하지만, 상당수의 외국 대학, 고교가 인천경제자유구역에 설립되어, 학생들을 가르치고 있다.

## 카지노
박근혜 정부는 외국인의 국내 카지노 투자 규제를 풀기로 했다. 대통령은 관광산업이야말로 간단한 발상의 전환으로 큰 부가가치를 창출할 수 있는 분야인 만큼 관성적으로 남아있는 불필요한 규제들을 꼼꼼하게 찾아내서 적극적으로 제거해나가야 한다고 말했다.
또한 내국인의 국내 관광이 매우 중요하다고 하여, 내국인 국내 관광 활성화 대책을 추진한다고 하였으나, 관광 유치의 핵심 수단 중의 하나로 흔히 언급되는, 카지노 활성화, 즉 내국인의 카지노 자유화, 형법상 도박죄의 전면 폐지에 대해서는 일체 언급이 없어, 외국인 관광 활성화를 위한 카지노 확대 정책과는 모순된 태도를 보였다. 1998년 김대중 정부는 내국인의 강원도 관광 활성화 대책의 하나로서 강원랜드를 설립하여, 해당 카지노 내에서는 형법상 도박죄를 전면 폐지한 사례가 있다. 2014년 현재 한국 사법부, 법무부는 강원랜드 내에서의 도박은 비난가능성이 없고, 그 정문을 1m 걸어 나와서 화투를 치면 비난가능성이 있다는, 별로 설득력이 없어서 위헌성이 의심되는 법적 주장을 하면서 처벌하고 있다.

## 사립탐정
사립탐정 규제는 법률 서비스 분야로서, 박근혜 정부의 5대 서비스업은 아니지만, 2013년 3월 16일 박근혜 대통령이 청와대 수석비서관 회의에서 '선진국에 있는데 우리에게 없는 잠재적 직업을 발굴해 일자리 창출할 것'을 지시하였고, 이에 2013년 7월 23일 고용노동부가 한국엔 없지만 도입이 필요한 직업 100여개를 선정해 청와대 국무회의에 보고하면서, 사립탐정을 포함시켰다. 1948년 건국이래 경찰청의 도입론과 검찰청의 도입반대론의 대립 중이다.
그러나 한미 FTA와 한EU FTA로 법률시장이 전면개방되면서, 2009년 변호사법이 개정되어, 변호사 사무원수가 4인에서 무제한으로 규제가 폐지되었기 때문에, "갑 변호사의 수사전문 패럴리걸 을" 또는 "갑 변호사 수사전문 사무장 을"이라는 명함으로 사립탐정이 자유화되었다.
즉, 건국이래 검찰청의 주장에 따라, 변호사만이 사립탐정(=법률자문)을 할 수 있었다. 그리고 변호사의 배출을 OECD에서 가장 강력히 규제해 변호사수가 가장 적었고, 극소수의 변호사들은 소송대리로 충분한 고소득을 올렸기 때문에 법률자문을 거의 하지 않았다. 그리고 변호사 1인당 사무원수를 4인으로 규제했다. 변호사 사무장, 즉 패럴리걸은 사립탐정(=법률자문)을 할 수 있지만, 사무원수 제한으로 거의 탐정시장이 형성되지 못했다. 2009년 변호사 1인이 사무원을 무제한으로 채용할 수 있게 되어, 수많은 변호사 사무장들이 탐정업무, 즉 법률자문업무를 자유롭게 수행할 수 있게 되었다.
한국의 극소수 변호사들은 이렇게 소송대리만 하였는데, 이러한 사회통념, 업계관행을 깨고, 1973년 김영무 변호사가 소송대리는 하지 않고, 기업법률자문만을 하는 변호사 사무실을 세웠다. 2014년 한국 1위 매출액 로펌 김앤장이다.
사립탐정은 경찰청의 형사, 검찰청의 검찰 수사관이 하는 범죄수사를 하여 수수료를 받는 서비스업자를 말하는데, 이러한 사실조사 업무는 법률자문 업무의 일부이기도 하고, 소송대리 업무의 일부이기도 하다. 그러나, 소송대리를 하지 않는 전제에서의 사실조사 서비스는 법률자문 업무의 일부에 해당할 뿐이다. 미행, 사진촬영, 인터뷰, 서류조사, 인터넷 검색, DNA 분석, 기타 각종 사실조사를 한다.

## 같이 보기
- 박근혜 정부의 노동개혁안